# Randazzo
Randazzo (tiếng Sicilia: Rannazzu) là một đô thị và cộng đồng (comune) ở tỉnh Catania trong vùng Sicilia miền nam nước Ý. Randazo nằm ở chân phía bắc của núi Etna, 70 km về phía Tây Bắc Catania bằng đường sắt. Đây là thị trấn gần nhất để các hội nghị thượng đỉnh của Etna, và là một trong những điểm mà từ đó đi lên có thể được thực hiện.Đô thị Acireale có diện tích 204 ki lô mét vuông, dân số thời điểm năm 2010 là 11.186 người.
Đô thị này có các đơn vị dân cư (frazioni) sau: Flascio, Monte la Guardia, Murazzorotto.
Các đô thị giáp ranh: Adrano, Belpasso, Biancavilla, Bronte, Castiglione di Sicilia, Centuripe (EN), Floresta (ME), Maletto, Nicolosi, Regalbuto (EN), Roccella Valdemone (ME), Sant'Alfio, Santa Domenica Vittoria (ME), Tortorici (ME), Troina (EN), Zafferana Etnea. 